# Los Angeles Times 500
Das Los Angeles Times 500 war ein Rennen im NASCAR Winston Cup auf dem Ontario Motor Speedway. Es wurde von 1974 bis  1980 alljährlich im November abgehalten. Zuvor fand es von 1971 bis 1972 als Miller High Life 500 im späten März oder frühen April statt.

## Sieger

### Los Angeles Times 500
- 1980: Benny Parsons
- 1979: Benny Parsons
- 1978: Bobby Allison
- 1977: Neil Bonnett
- 1976: David Pearson
- 1975: Buddy Baker
- 1974: Bobby Allison

### Miller High Life 500
- 1972: A.J. Foyt
- 1971: A.J. Foyt